# Georges Sagnac
Georges Sagnac (14. října 1869 – 26. února 1928) byl francouzský fyzik, po němž se jmenuje Sagnacův efekt, jev na základě kterého byly od 70. let vyvíjeny interferometry a prstencové laserové gyroskopy.

## Život a dílo
Sagnac se narodil v Périgueux V roce 1889 vstoupil na École Normale Supérieure. Na Sorbonně působil jako laboratorní asistent a byl jedním z prvních ve Francii, kdo studoval Röntgenovo záření. Patřil do skupiny přátel a vědců, která zahrnovala zejména Pierre a Marie Curieovy, Paula Langevina, Jeana Perrina, a matematika Émile Borela. Marie Curie tvrdila, že ona a její manžel si se Sagnacem v době objevu radioaktivity vyměňovali nápady. Sagnac zemřel v Meudon-Bellevue.

## Sagnacův efekt
V roce 1913 Georges Sagnac ukázal, že když je paprsek světla rozdělen a odeslán ve dvou opačných směrech kolem uzavřené cesty v otočné platformě se zrcadly na jejím obvodu, a současně jsou paprsky rekombinované, nastávají interferenční jevy. Z tohoto výsledku Sagnac došel k závěru, že světlo se šíří rychlostí nezávislou na rychlosti zdroje. Pohyb Země vesmírem neměl žádný zjevný vliv na rychlost světelného paprsku, bez ohledu na to, jak byla platforma otočena. Efekt byl pozorován již dříve (Harressem v roce 1911), ale Sagnac byl první, kdo správně identifikoval jeho příčinu.
Tento Sagnacův efekt (ve vakuu) byl teoreticky předpovězen Maxem von Lauem již v roce 1911. Ukázal, že jev je v souladu se stacionární teorií éteru (Lorentzova teorie éteru), stejně jako s Einsteinovou speciální teorií relativity. Naopak je v rozporu s kompletní teorií éteru a také v rozporu s emisní teorií světla, podle které rychlost světla závisí na rychlosti zdroje.